# Авне лез Обер
Авне лез Обер (фр. Avesnes-les-Aubert) насеље је и општина у североисточној Француској у региону Север-Па де Кале, у департману Север која припада префектури Камбре.
По подацима из 2011. године у општини је живело 3.635 становника, а густина насељености је износила 403,44 становника/km². Општина се простире на површини од 9,01 km². Налази се на средњој надморској висини од 41 метар (максималној 96 m, а минималној 53 m).

## Демографија
| 1962. | 1968. | 1975. | 1982. | 1990. | 1999. | 2011. |
| ----- | ----- | ----- | ----- | ----- | ----- | ----- |
| 4.284 | 4.355 | 4.256 | 4.031 | 3.848 | 3.592 | 3.635 |

График промене броја становника у току последњих година